# T先生
勞倫斯·托多德（英語：Laurence Tureaud，1952年5月21日—）或稱藝名T先生（英語：Mr. T），是一名美國男演員、保鑣、電視名人和前。他較著名的是在1980年代電視劇《天龍特攻隊》（1983年至1987年）中飾演的B·A·巴拉克斯／怪頭一角，以及1982年電影《洛基第三集》中的拳擊手克拉伯·朗恩。
T先生以其獨特的髮型而聞名，其髮型、金色首飾及硬漢形象的靈感來自於西非曼丁哥的戰士。

## 個人生活
T先生是個重生的基督教徒。T先生有三個孩子： 兩個女兒，其中一人是喜劇演員，還有一個是前妻的兒子。
1987年，他因在他的莊園砍伐了一百多棵橡樹而激怒了伊利諾伊州森林湖的居民。當地媒體將此事件稱為「森林湖電鋸大屠殺」。
在2005年颶風卡崔娜的善後清理工作結束後，他幾乎沒在戴上他的金色首飾。他說：「身為基督徒，我看到其他人失去生命、失去土地和財產...我覺得在上帝面前繼續佩戴我的金飾對我來說是一種罪過。我覺得這對那些失去一切的人來說是不敏感和不尊重的，所以我不再戴著我的金子了。」

## 書目
- Mr. T.  1st. St. Martin's Press. 1985. ISBN 9780312550899.

## 外部連結
- T先生在互联网电影资料库（IMDb）上的資料（英文）